# Jardin des Chartreux
Le jardin des Chartreux est un parc lyonnais d'environ un hectare, situé dans le 1er arrondissement de Lyon sur les Pentes de la Croix-Rousse, côté Saône et presque à la verticale au-dessus de la rivière. Le jardin longe le cours Général-Giraud entre la rue de la Muette et la place Rouville. Il est traversé par le passage Gonin, chemin piéton, qui relie le cours Général-Giraud au quai Saint-Vincent, le long de la Saône.

## Histoire
Le jardin doit son nom à la première congrégation religieuse, des Chartreux, qui s'est installée en 1580 sur les pentes de la Croix-Rousse, alors terres agricoles.
Son aménagement, réalisé entre 1855 et 1856, est contemporain des transformations que le quartier a subies entre 1848 et 1867. Créé sous l'impulsion du sénateur Vaïsse, il est l'œuvre d'un des frères Bühler qui conçurent peu après le parc de la Tête d'Or.

## Description
Le jardin, soutenu par d'importants ouvrages, s'étage sur plusieurs niveaux qui accompagnent l'escarpement rocheux.
La partie haute (altitude 212 mètres), la plus importante, offre un beau panorama sur un méandre de la Saône, la colline de Fourvière et le sud de la ville. En contrebas, on découvre le clos Saint-Benoît, dont la cour correspond au cloître d'un ancien couvent de bénédictines. Des monuments en hommage à des hommes de lettres lyonnais parsèment le jardin :
- Pierre Dupont (1821 – 1870), œuvre d'Auguste Suchetet inaugurée le 30 avril 1899,
- Pétrus Sambardier (1875 – 1938),
- Camille Roy (1851 – 1922), érigé par Michel Roux-Spitz et sculpté par Marcel Renard,
- Joseph Serre (1860 – 1937), bas-relief de Serre faisant le geste de fumer une cigarette, érigé par Emmanuel Cateland et sculpté par Louis Prost, inauguré le 1er décembre 1946[5],
- Xavier Privas (1863-1927), œuvre de Georges Salendre[6],

ainsi qu'une statue consacrée aux « peintres et sculpteurs lyonnais disparus », de Georges Salendre.
Un pavillon édifié en 1860 est dédié depuis le 20 novembre 2010 à l'écrivain ivoirien Ahmadou Kourouma, mort à Lyon en 2003.
Le jardin dispose d'une aire de jeux et accueille diverses manifestations (concerts, pique-nique de voisins…).

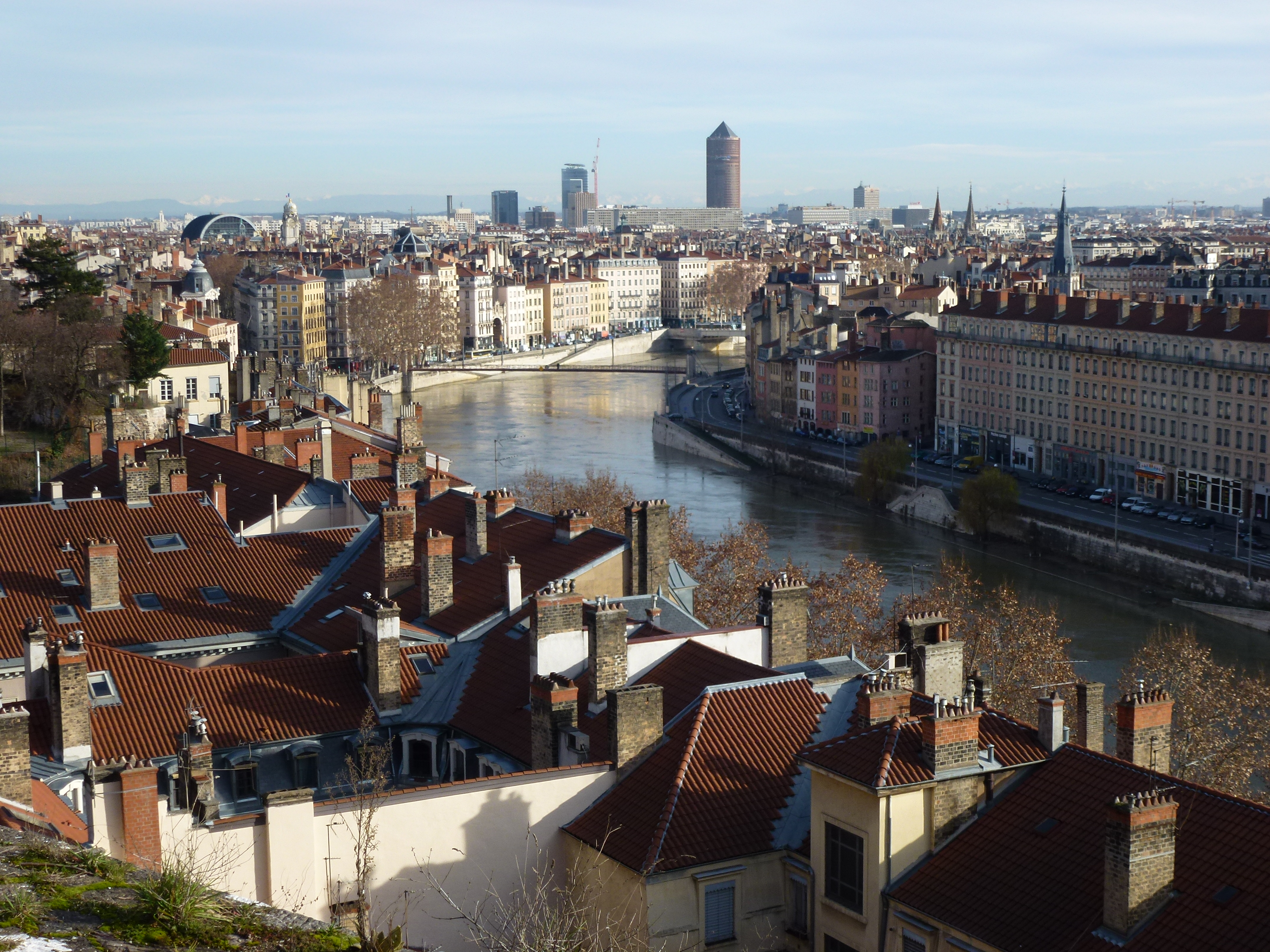
Vue sur Lyon et la Saône.
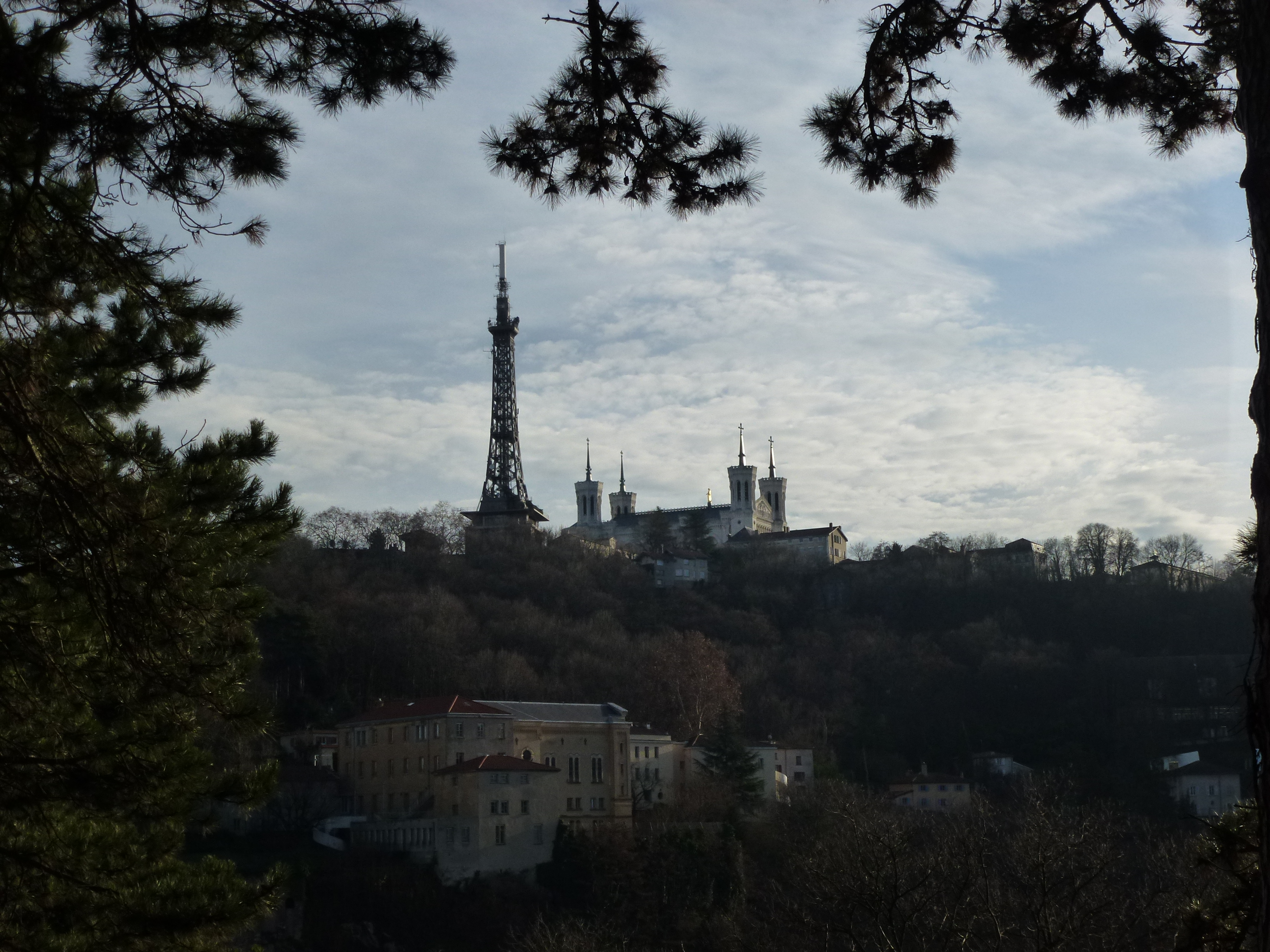
Vue sur la colline de Fourvière.
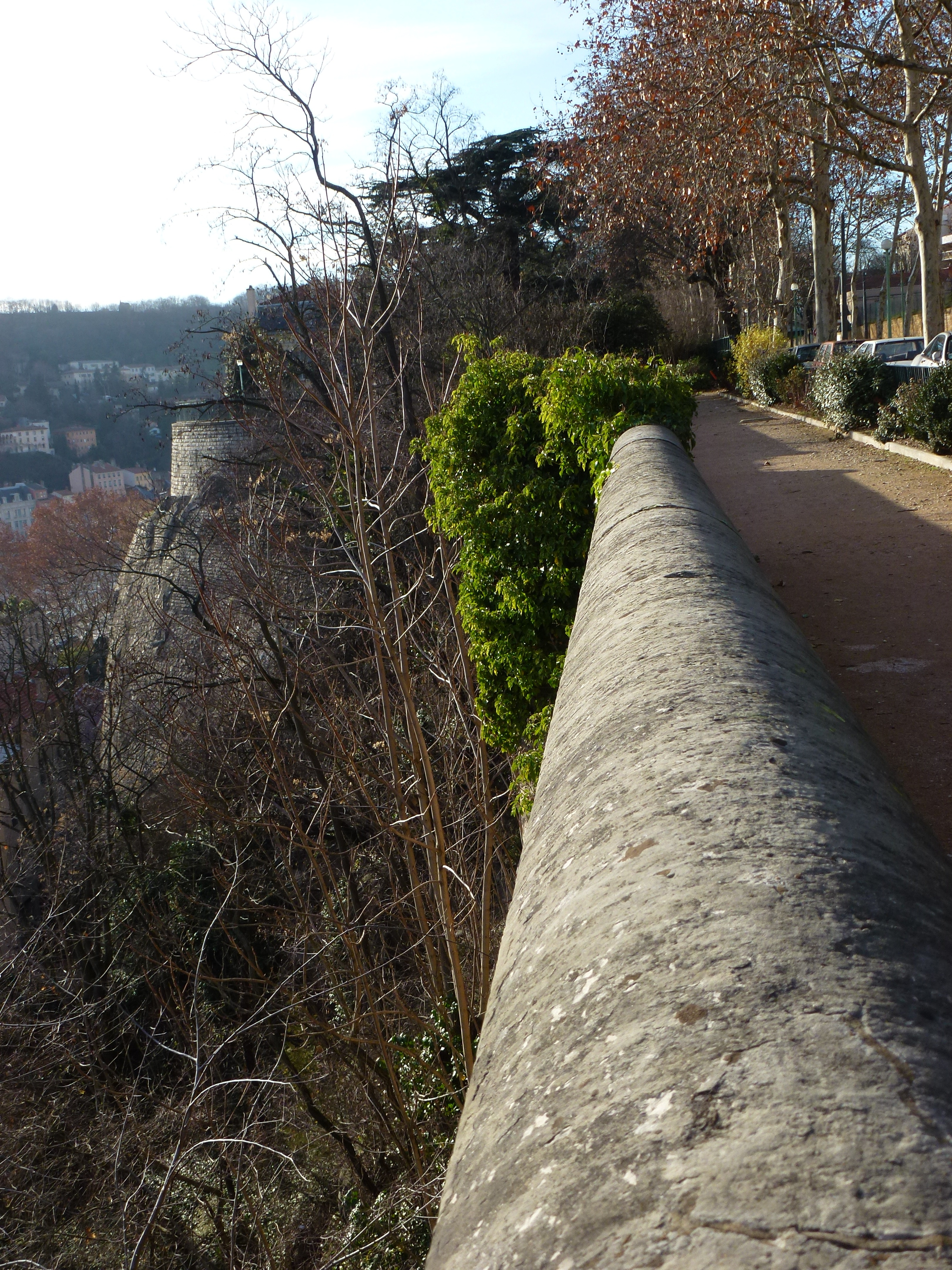
Aplomb du rocher.
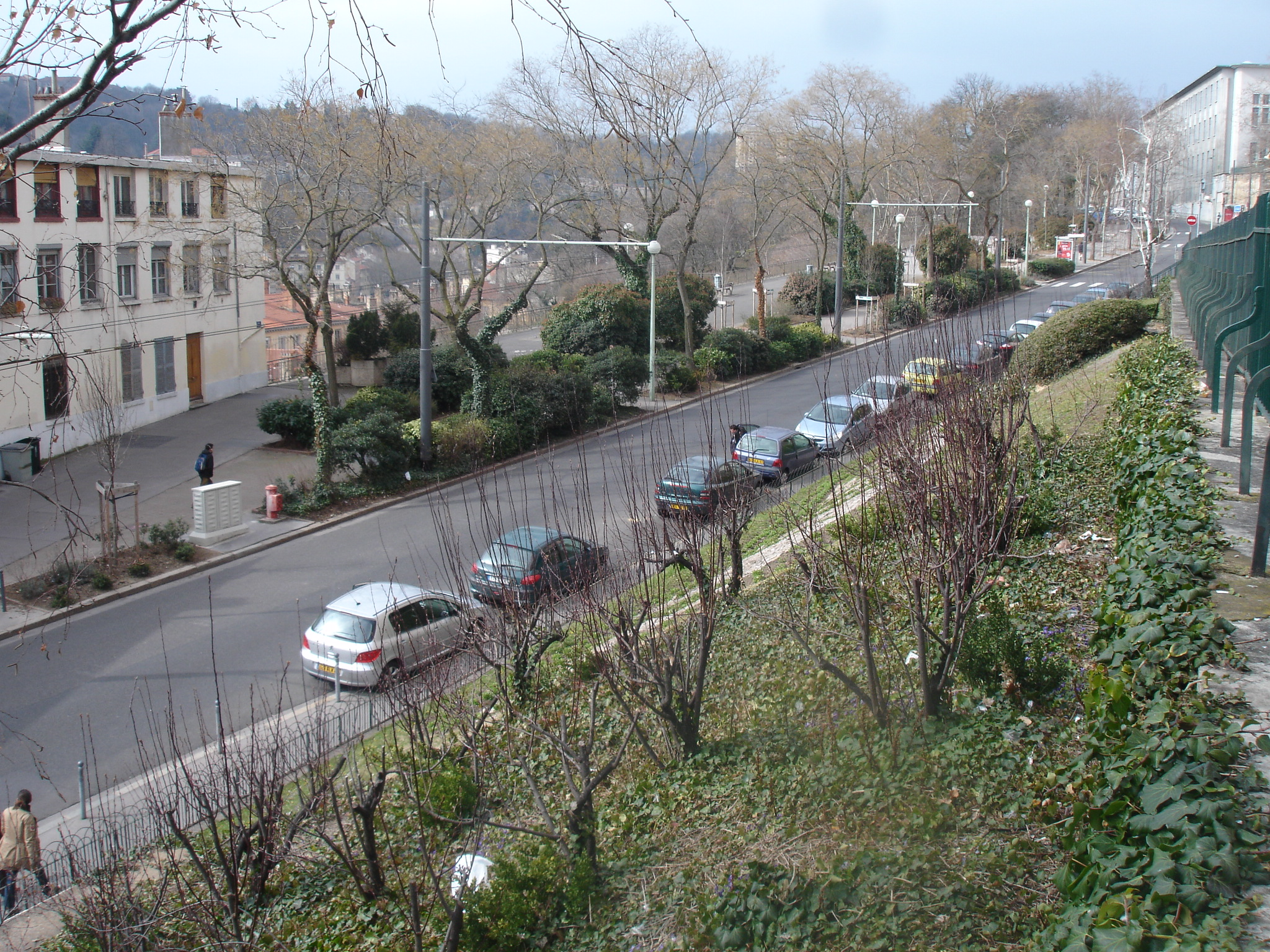
La place Rouville, à proximité.

### Monuments

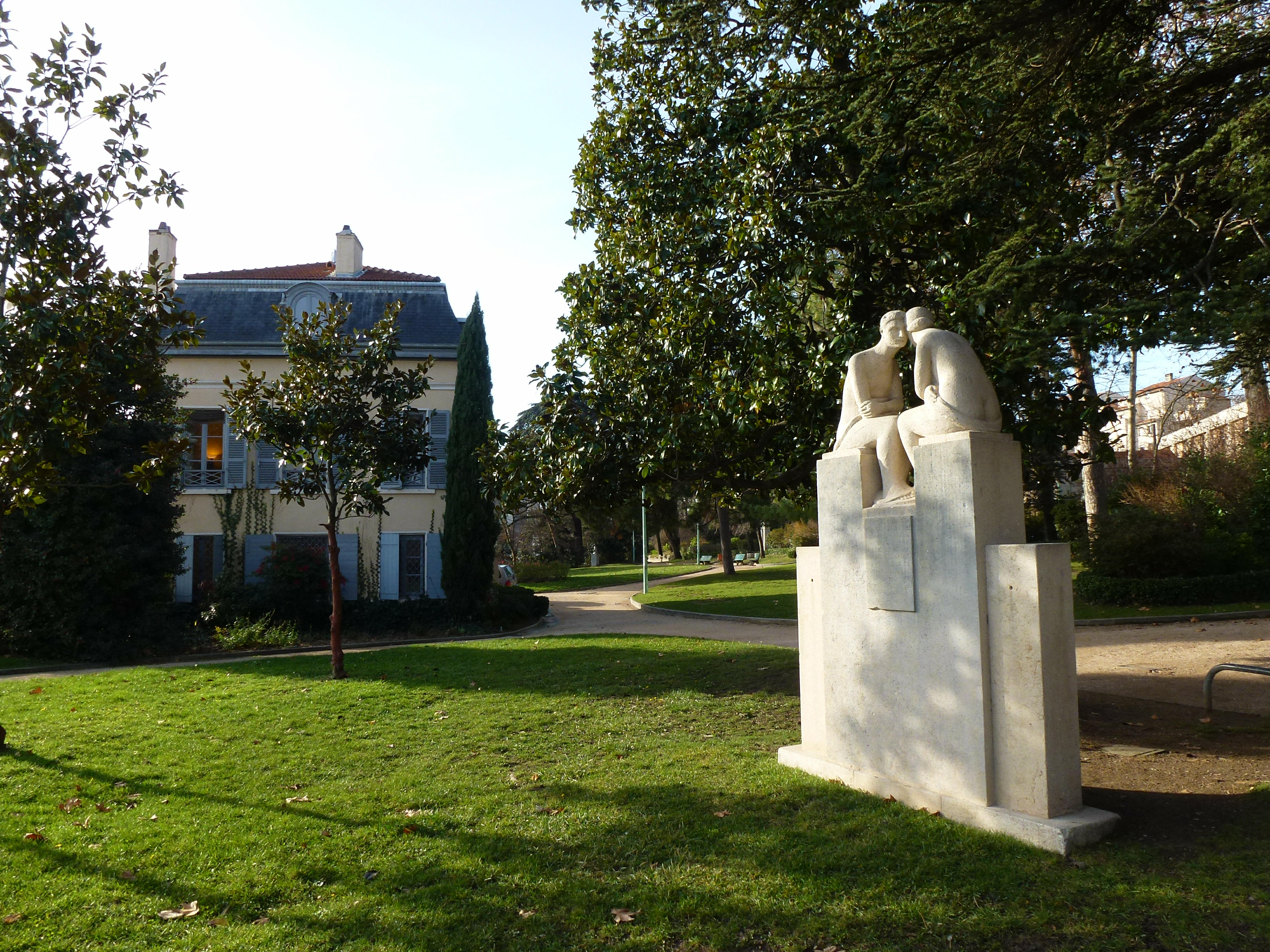
Au fond, le pavillon et le monument à Xavier Privas.
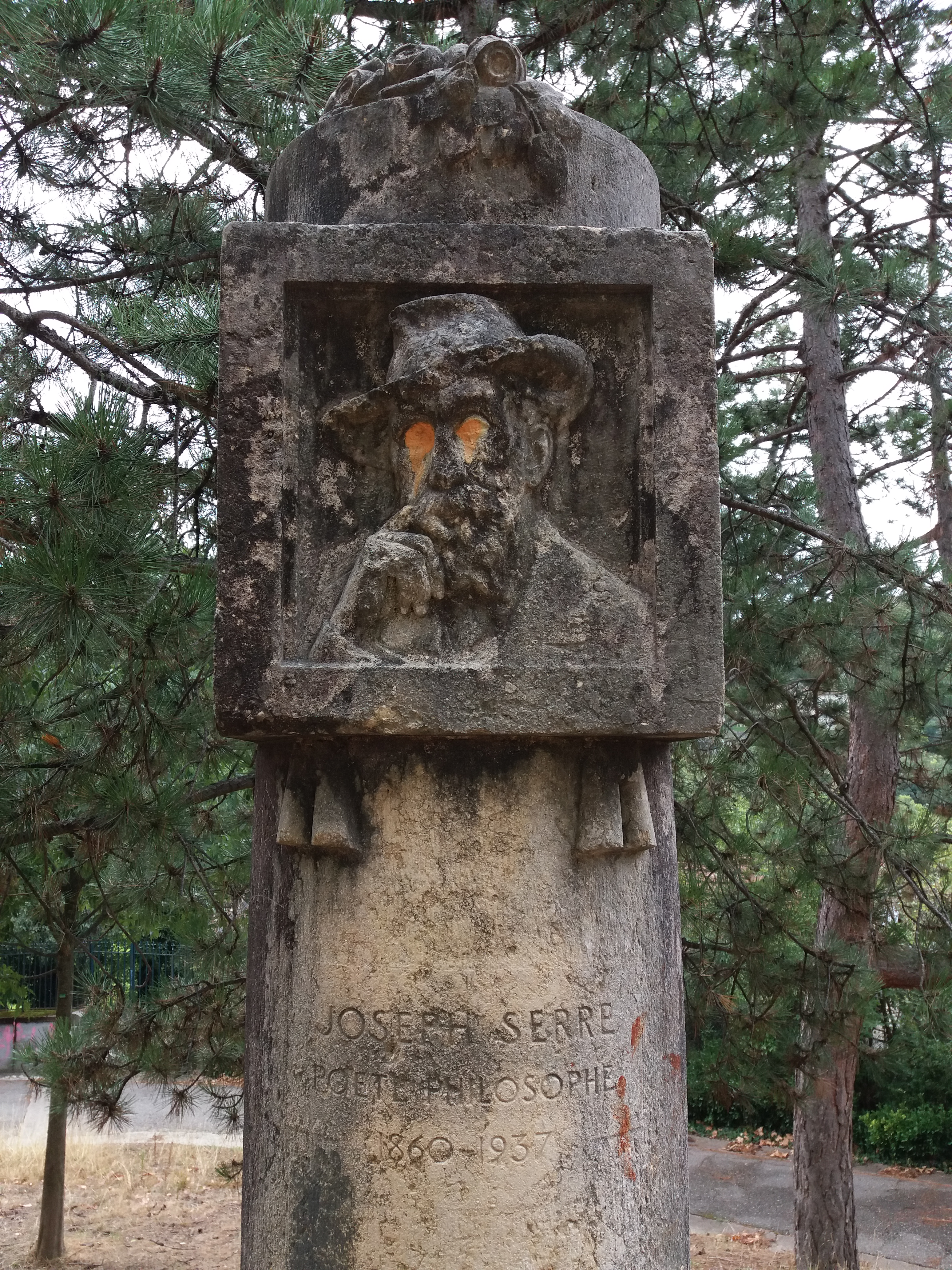
Portrait sculpté de Joseph Serre.
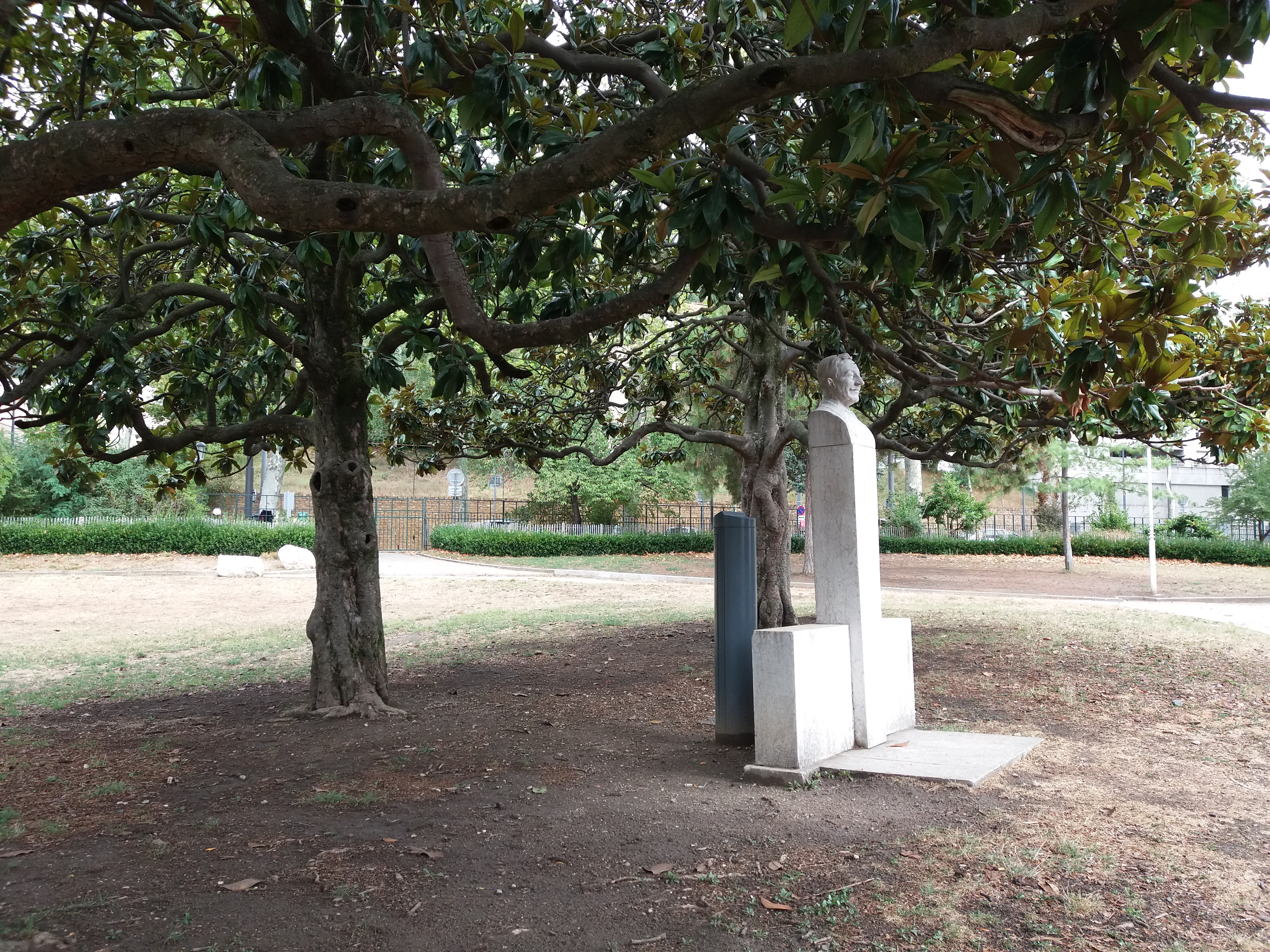
Statue de Pétrus Sambardier
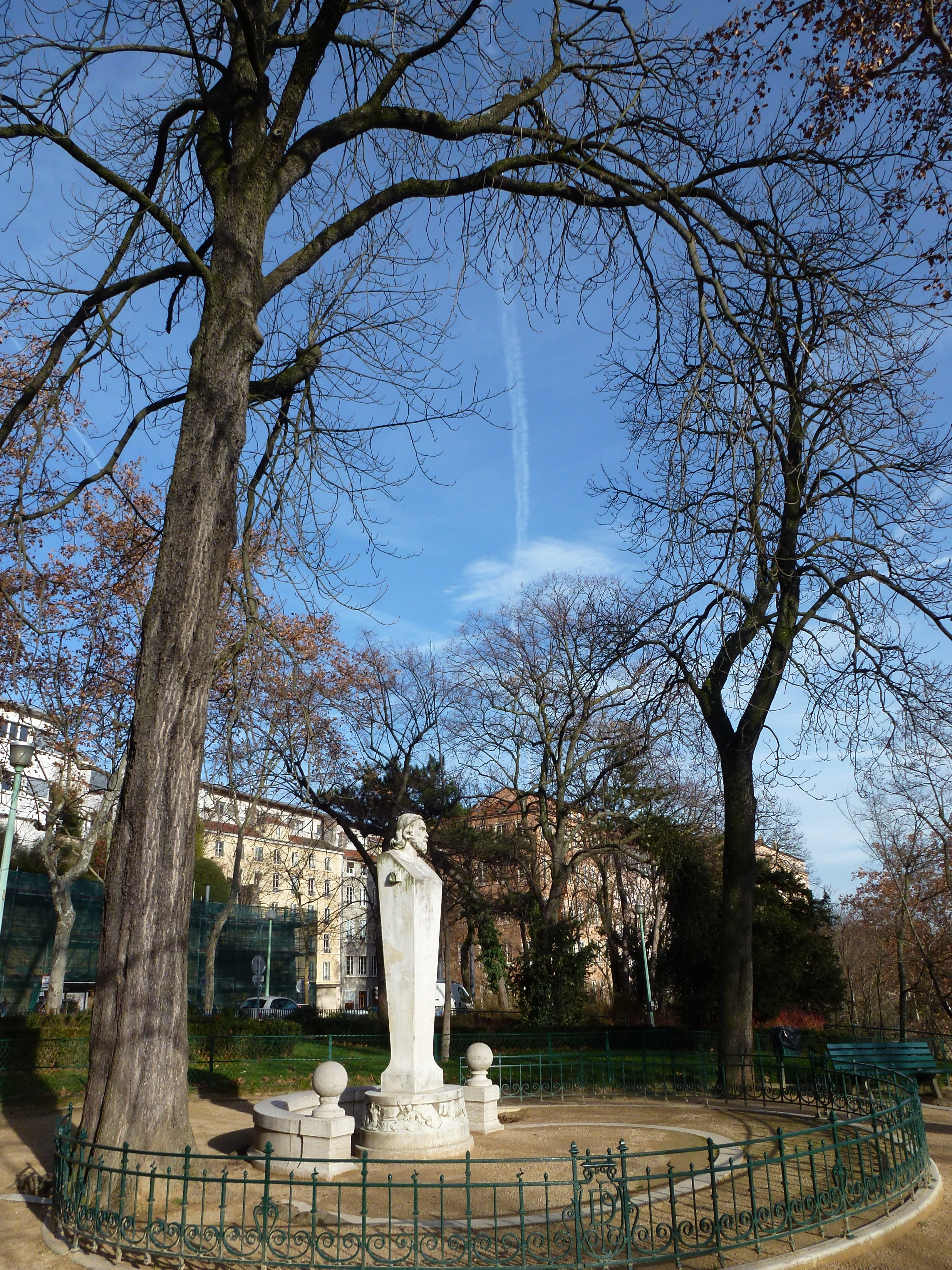
Statue de Pierre Dupont.

## Accès
Plusieurs transports en commun conduisent à proximité du jardin:
- par le métro, ligne A, arrêt Hotel de ville Louis Pradel,
- par les bus S6 et S12, arrêt Jardin des Plantes,
- par les bus C13 et C18, arrêt place Rouville.